# Emilie de Ravin
Emilie de Ravin   (Mount Eliza, 27 de desembre de 1981) és una actriu australo-estatunidenca.
Als 9 anys va començar a ballar i es va convertir en una de les seves grans passions; als 15 anys va entrar en la prestigiosa escola de ball Australian Ballet School. Posteriorment va fer un torneig mundial de ball amb la companyia Danceworld 301.
Més tard va estudiar a l'Institut Nacional d'Art Dramàtic d'Austràlia i un any després va decidir marxar cap a Los Angeles, EUA, per a estudiar en una altra escola d'actors, la Prime Time Actors Studio. El seu primer paper important va ser el del dimoni Cupira en la sèrie Beastmaster. Al febrer del 2000 aconsegueix el paper de Tess Harding a la sèrie Roswell. I posteriorment, en el 2004, interpreta a Claire Littleton en la sèrie Lost, on realitza el paper d'una jove embarassada, paper pel què en 2005 va guanyar el Screen Actors Guild Awards pel millor conjunt en una sèrie dramàtica.
El 19 de juny del 2006, va casar-se amb el també actor Josh Janowicz del qual es va divorciar, després de diverses separacions i reconciliacions, l'any 2014. La seva parella és el director de cinema Eric Bilitch, amb qui té dos fills, nascuts l'any 2016 i 2018. De Ravin ha estat inclosa a la llista de Maxim's Hot 100 tres vegades: el 2005 (núm. 47), el 2006 (núm. 65) i el 2008 (núm. 68).

## Filmografia

### Pel·lícules
- The Submarine Kid (2015)
- The Chameleon (2010)
- Operation Endgame (2010) .... Heirophant
- Remember Me (2010) .... Ally Craig
- The Perfect Game (2009) .... Frankie
- Enemics públics (2009) .... Barbara Patzke
- Ball Don't Lie (2008) .... Baby
- Els turons tenen ulls (The Hills Have Eyes) (2006) .... Brenda Carter
- Santa's Slay (2005) .... Mary 'Mac' Mackenzie
- Brick (2005) .... Emily Kostich
- The Handler (2004) .... Gina
- Carrie (2002) .... Chris Hargensen

### Sèries de televisió
- True Colours (2022)
- Once Upon a Time (2012-2018) .... Belle
- Lost (2004 - 2010) .... Claire Littleton
- The Handler (2004) (2 episodis): Dirty White Collaret, Act of Congrees .... Gina
- Roswell (1999-2001) .... Tess Harding
- BeastMaster (1999-2000) .... Dimoni Curupira

### Aparicions en sèries
- CSI: Miami: Legal (3,15)
- N.C.I.S.: Sigui Dog (1,3)